# فاوستو ماسنادا
فاوستو ماسنادا (ایتالیایی: Fausto Masnada؛ زادهٔ ۶ نوامبر ۱۹۹۳ ‏(۳۱ سال)) دوچرخه‌سوار اهل ایتالیا است.
از باشگاه‌هایی که در آن رکاب زده‌است می‌توان به تیم یوای‌ئی امارات و اندرونی جوکاتولی–سیدرمک اشاره کرد.